# Akira Takarada
Akira Takarada (宝田 明, Takarada Akira), född 29 april 1934 i japansk-ockuperade Korea, död 14 mars 2022 i Tokyo, var en japansk skådespelare. Han är framförallt känd för sin medverkan i ett flertal monsterfilmer producerade av filmbolaget Tōhō under 50- och 60-talen, däribland Godzilla - monstret från havet (1954), Mothra vs. Godzilla (1964) och King Kong på Skräckens ö (1967).

### Webbkällor
- ”Akira Takarada”. Svensk Filmdatabas. http://www.svenskfilmdatabas.se/sv/item/?type=person&itemid=85767#films. Läst 9 april 2021.